# Рамигальский район
Рамигальский район (лит. Ramygalos rajonas) — административно-территориальная единица в составе Литовской ССР, существовавшая в 1950—1962 годах. Центр — село (с 1956 — город) Рамигала.
Рамигальский район был образован в составе Шяуляйской области Литовской ССР 20 июня 1950 года. В его состав вошли 37 сельсоветов Паневежского уезда, 4 сельсовета Укмергского уезда и 3 сельсовета Кедайнского уезда.
28 мая 1953 года в связи с ликвидацией Шяуляйской области Рамигальский район перешёл в прямое подчинение Литовской ССР.
В 1954 году к Рамигальскому району был присоединён 1 сельсовет Кедайнского района.
31 марта 1962 года Рамигальский район был упразднён, а его территория передана в Паневежский район.